# الرابطة البرلمانية 1997–98
الرابطة البرلمانية 1997–98 (بالإنجليزية: 1997–98 Isthmian League)‏ هو موسم من دوري إسثميان. فاز فيه نادي كينغستونيان.